# François Sureau
François Sureau (* 19. September 1957 in Paris) ist ein französischer Schriftsteller und bedeutender Jurist.

## Leben
François Sureau ist Sohn eines Arztes, seine 1961 geborene Schwester Véronique Sales ist Schriftstellerin. Er studierte Jura am Institut d’études politiques de Paris und an der École nationale d’administration (ENA) und arbeitet seit 1995 als Anwalt in Paris und ist Maître des requêtes beim Conseil d’Etat. Er war 1986 Mitgründer und ist Mitherausgeber der Zeitschrift Revue française d'économie. Er schreibt auch für die Zeitung La Croix und die Zeitschrift Commentaire.
Sureau erhielt 1988 den Prix Colette für den Roman La Corruption du siècle, im Jahr 1990 für L’Infortune den Prix du roman de l’Académie française und 1997 für Le Sphinx de Darwin den Prix Goncourt de la Nouvelle. Weiterhin 2003 den Prix Méditerranée für Les Alexandrins. Am 15. Oktober 2020 wurde er in die Académie française gewählt.
Seit 2004 ist Sureau Reserveoffizier im Rang eines Colonel beim französischen Heer. Im Februar 2011 wurde er zum Oberkommando der Fremdenlegion nach Aubagne versetzt, wo er u. a. als Rechtsberater (frz. conseiller juridique) des kommandierenden Generals fungierte. Während dieser Zeit nahm an mehreren Auslandseinsätzen in Afghanistan, der Sahelzone und im Kosovo teil. Im April 2019 wurde er dem Generalstab der französischen Streitkräfte zugeteilt.

## Werke (Auswahl)
- La Corruption du siècle. 1988
- L'Infortune. 1990
- L'Aile de nos chimères. 1993
- Les hommes n'en sauront rien. 1995
- Le Sphinx de Darwin. 1997
- Lambert Pacha. 1998
- Les Alexandrins. 2003
- L'Indépendance à l'épreuve.
- La Chanson de Passavant. 2005
- L'Obéissance. 2006
- Inigo. Portrait. 2010
- Sans bruit sans trace. 2011
- Le Chemin des morts. 2013
- Je ne pense plus voyager – La mort de Charles de Foucauld. 2016
- Sur les bords de tout – La chanson de Passavant III (poésie). 2016
- Pour la liberté. Répondre au terrorisme par la raison. 2017
- Sans la liberté. 2019
- L'Or du temps. 2020